# (466739) 2015 AS3
(466739) 2015 AS3 es un asteroide perteneciente al cinturón de asteroides, descubierto el 21 de octubre de 2008 por el equipo Spacewatch desde el Observatorio Nacional de Kitt Peak (Arizona, Estados Unidos).